# Historia del ferrocarril en Bolivia

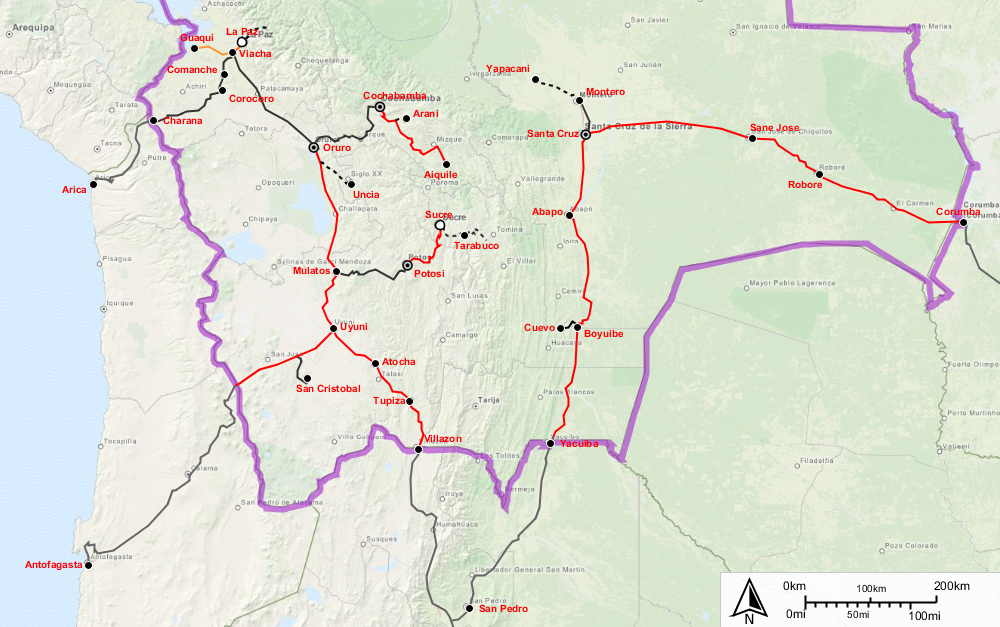
Mapa de la red ferroviaria boliviana (2014).

La historia del ferrocarril en Bolivia inició en los años 1870, luego de casi tres décadas de esfuerzos fallidos por construir ferrocarriles que integraran al país, y estuvo ligado en su origen al desarrollo de la minería. Antofagasta dio inicio al tendido de las primeras líneas férreas en Bolivia para la explotación de salitre. No obstante, fue la minería de la plata, la que promovió la construcción de un ferrocarril de la costa del Pacífico al Altiplano durante el siglo XIX. Más adelante, a principios del siglo XX, la minería del estaño dio un nuevo impulso al avance de los ferrocarriles conformando la que hoy se conoce como la red andina u occidental.  
La red oriental, por otra parte, fue financiada a cambio de petróleo mediante convenios con Argentina y Brasil. Por otra parte, siendo Bolivia un país mediterráneo, las vías férreas desempeñaron un papel fundamental y la historia de sus ferrocarriles es la historia de los esfuerzos del país por llegar primero a puertos del Pacífico y luego a los del Atlántico. 

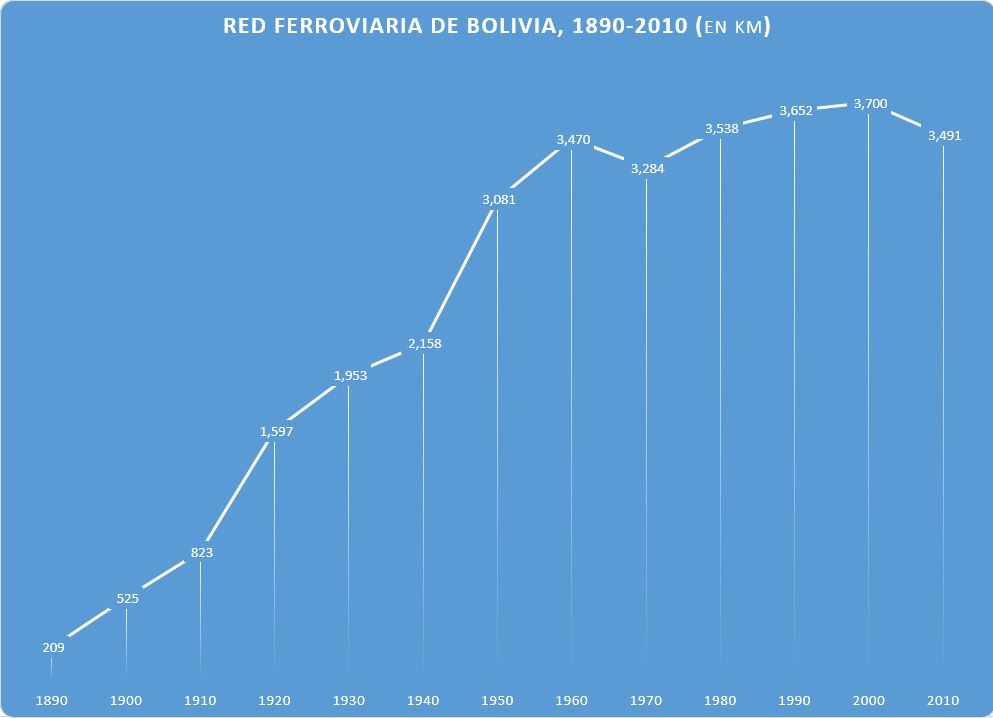
Red ferroviaria de Bolivia, 1890-2010 (en km).

Se pueden distinguir cinco fases en la historia de los ferrocarriles de Bolivia:
- La primera, entre 1870 y 1900, coincide con el incremento de la minería de la plata, donde las empresas mineras emprenden por cuenta propia la construcción de pequeñas vías para carretas y plantean la construcción de ferrocarriles, siendo el artífice de su consolidación el presidente Aniceto Arce.
- La segunda, entre 1900 y 1930. Es el periodo de mayor expansión, en el cual se realizan conexiones con Perú y la Argentina, además de iniciar ramales de interconexión entre las principales ciudades del altiplano y valles. Es un periodo en el que se consolida la que después será conocida como la red occidental sobre la base de nuevas inversiones en gran parte cubiertas con endeudamiento externo.
- La tercera, entre 1930 y 1964. Primero se caracteriza por el funcionamiento independiente de ferrocarriles privados locales, extranjeros, de empresas mineras o de líneas estatales. Es en este período (1940) que la política estatal da prioridad a las carreteras sobre los ferrocarriles. Sin embargo, se construyen los ferrocarriles a la Argentina y Brasil y se consolida lo que se llamará la red oriental.
- La cuarta, entre 1964 y 1996, incluye la nacionalización de los ferrocarriles, la creación de la Empresa Nacional de Ferrocarriles del Estado (ENFE) en 1964 y su posterior esfuerzo por desempeñar un papel en el desarrollo del país.
- La quinta, entre 1997 y 2013 comprende la privatización de los ferrocarriles a través del proceso de capitalización.

## Orígenes
Los antecedentes a la construcción de ferrocarriles en Bolivia se remontan a la década de 1840, cuando la necesidad de transportar mayores volúmenes de salitre comenzó a ser un problema para el futuro desarrollo de la explotación salitrera. Algunos ejemplos de los primeros esfuerzos fallidos en 1856 fueron el llamado a una licitación para construir el ferrocarril Cobija-Calama por el presidente Jorge Córdova y el acuerdo entre Perú y Bolivia para unir Tacna y La Paz con el «carril camino». En 1867, se aceptó construir el ferrocarril Cobija-Aduana Nacional; un año después se aprobó la construcción de un ferrocarril Cobija-Potosí, y en 1869 se dio autorización para la construcción del ferrocarril La Paz-Aigachi. Sin embargo, ninguno tuvo éxito. Por otra parte, la introducción de rieles, también conocido como «ferrocarril de minas», para facilitar el transporte de mineral en vagones al interior y exterior de la mina, primero funcionó en Karwayqullu (Quijarro, Potosí) a partir de 1853.

## Primera fase (1870-1899)

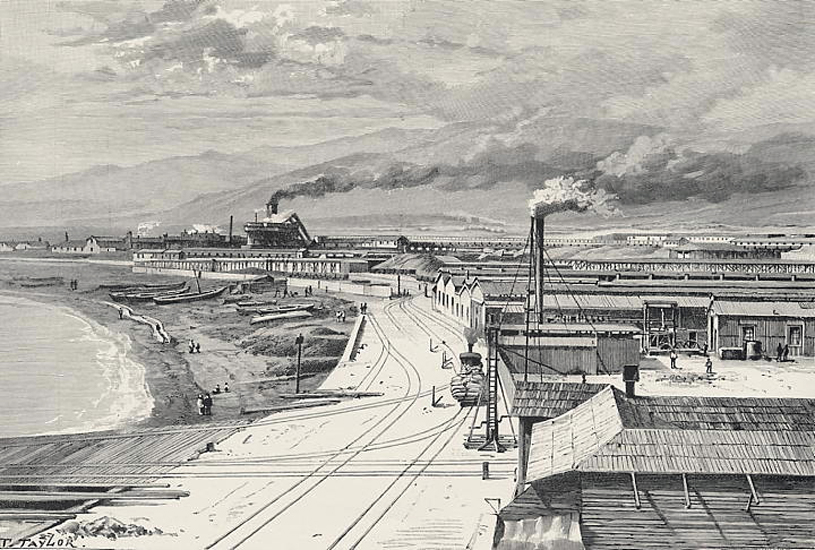
Vista del muelle ferroviario y salitreras en Antofagasta, 1876.

Los ferrocarriles llegaron a Bolivia impulsados por intereses económicos asociados a la exportación, primero de salitre y posteriormente de plata. La empresa anglochilena Compañía de Salitres y Ferrocarril de Antofagasta construyó las primeras líneas férreas en 1873 del salar del Carmen a Antofagasta. El 1 de marzo de 1879 Bolivia se declaró en estado de guerra contra Chile. Tras el estallido de la Guerra del Pacífico, Chile ocupó el departamento del Litoral, que finalmente incorporó a su territorio tras la firma de una pacto de tregua en 1884 y el tratado de 1904.
En 1885, la Compañía Huanchaca de Bolivia y la Salitres y Ferrocarril de Antofagasta firmaron un contrato para extender la línea del puerto hasta los establecimientos de la empresa minera. Según este convenio, la Compañía de Salitres aportaba equipo y maquinaria y la Compañía Huanchaca entregaría 2,6 millones de pesos. Una vez en la frontera, se formaría una nueva sociedad, totalmente independiente, con tarifas preferenciales para la Compañía Huanchaca. En 1886 el ferrocarril llegó a Calama, muy cerca de la nueva frontera, lo que despertó gran oposición en Bolivia, por considerarse más de interés militar que comercial. A pesar de ello, el gobierno del presidente Gregorio Pacheco (1884-1888) aprobó la extensión de la línea férrea de Ascotán a Oruro por ley del 19 de julio de 1887. Sin embargo, cuando el ferrocarril llegó a la frontera en 1887, las empresas no lograron un acuerdo. Para resolver la situación, la Compañía Huanchaca compró los derechos del ferrocarril a través de un préstamo en Inglaterra. Sobre esta base, se organizó en Londres The Antofagasta (Chili) Bolivia Railway Co. Ltd. el 28 de noviembre de 1888. En 1889 se concluyó el tramo Antofagasta-Uyuni (612 km) a un costo de 2,2 millones de libras esterlinas. Huanchaca construyó por su cuenta el ramal Pulacayo-Uyuni (36 km) y la línea Pulacayo-Huanchaca (12 km) con un túnel de casi 3 km. En 1892, la línea fue prolongada desde Uyuni hasta la ciudad de Oruro (925 km).
El ferrocarril Antofagasta-Oruro transfirió el comercio exterior boliviano que tradicionalmente transitaba por Salta, Argentina, a Antofagasta, Chile. En el comercio interno, el ferrocarril desplazó la harina producida en Cochabamba por harina importada en los mercados de La Paz y Oruro. Asimismo, el ferrocarril contribuyó a desplazar el azúcar producido tradicionalmente en Santa Cruz y vendido en los mercados de Potosí, por azúcar importado.
En el caso de la minería, los ferrocarriles permitieron reducir el costo de los insumos (en especial el combustible) e incrementar los volúmenes de exportación, al hacer factible el transporte de mineral de menor contenido de plata. Para la Compañía Minera de Huanchaca, la llegada del ferrocarril a sus instalaciones contribuyó a un incremento del 87 % en la producción promedio entre el periodo 1882-1888 a 1889-1895. En palabras del historiador Antonio Mitre, «El ferrocarril, al mismo tiempo que prolongó la duración del auge de la plata en el siglo xix, inició la era del estaño en el siglo xx».

## Segunda fase (1900-1929)

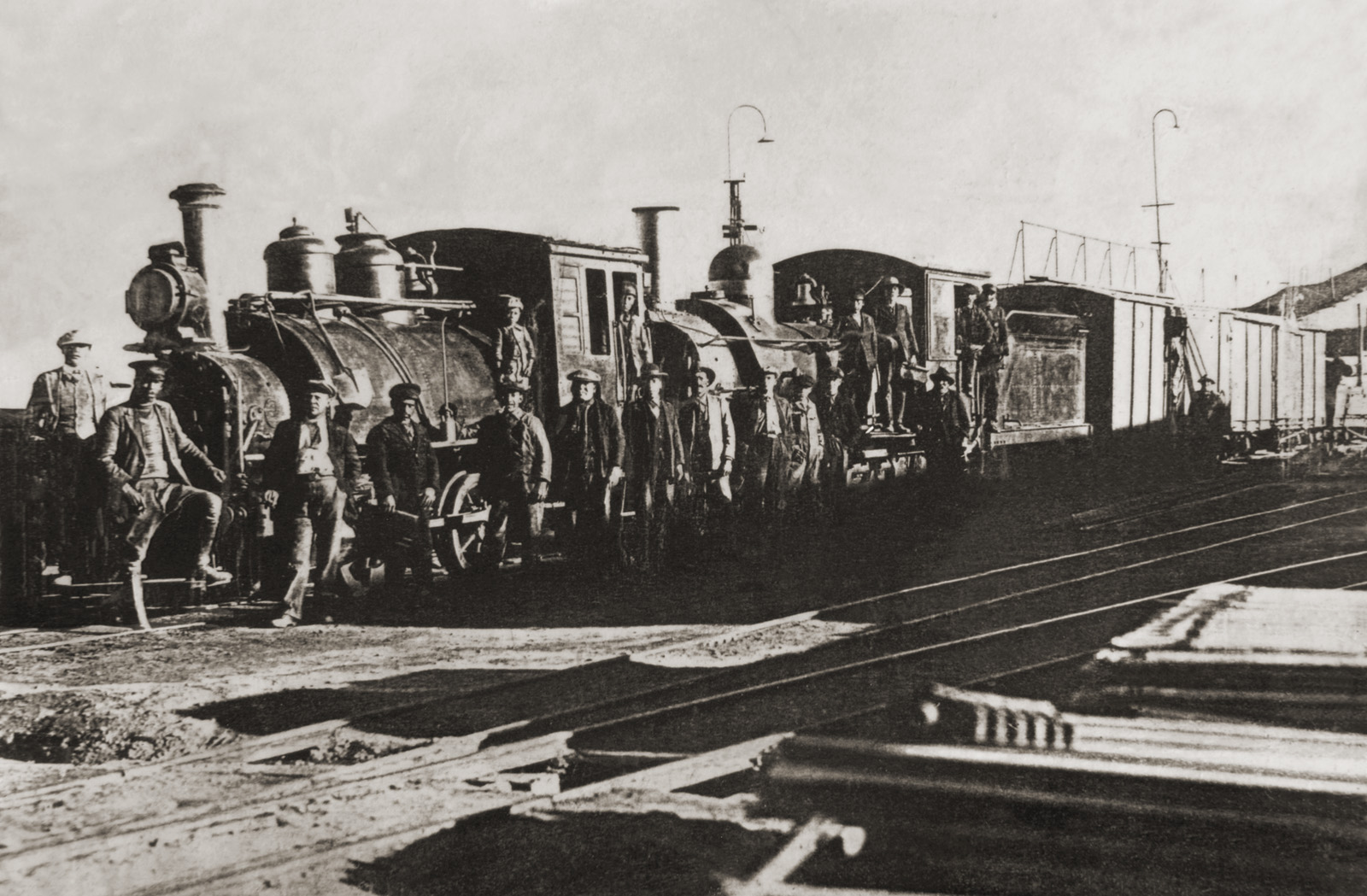
Locomotora Baldwin y Rodgers, Pulacayo, c. 1905.

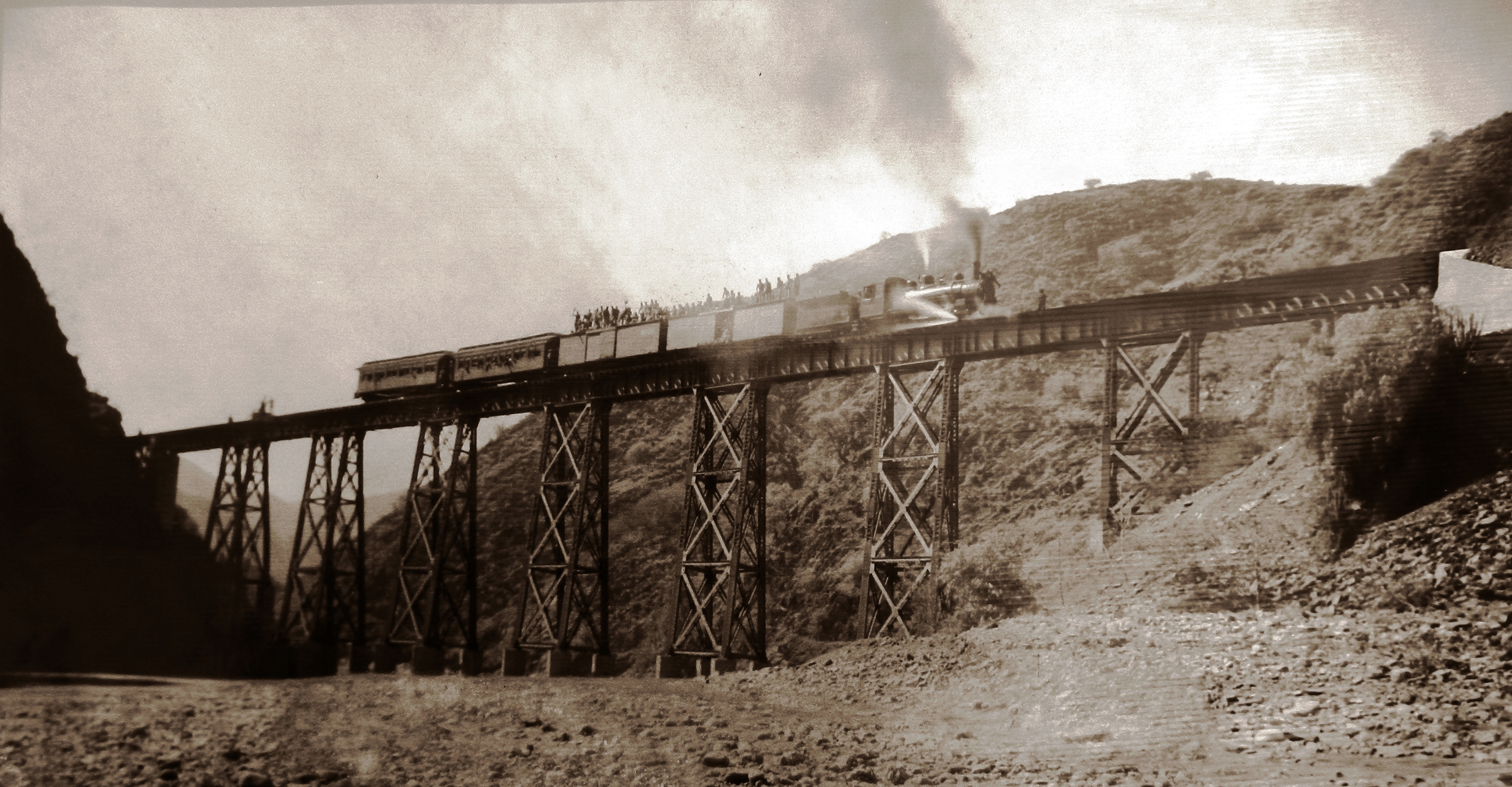
Tren entre Sucre y Potosí, 1931.

Un poco menos de la mitad del total de la red ferroviaria actual de Bolivia fue construida en el primer cuarto del siglo xx. El incremento en la construcción de vías férreas de principios del siglo xx era necesario para la supervivencia política de liberales y republicanos. Entonces los ferrocarriles tenían una aureola de modernidad y desarrollo que los hacía imprescindibles en todo programa de gobierno. Eran concebidos como un factor integrador que permitirían la colonización de vastos territorios. Para regular el proceso de expansión ferroviaria, el gobierno de Juan Misael Saracho promulgó de Ley General de Ferrocarriles el 3 de octubre de 1910.
Ante la necesidad política y económica de construir ferrocarriles, su financiamiento supuso aproximadamente el 40 % (29 millones de dólares) de la deuda externa contraída por Bolivia entre 1900 y 1930, la cual ascendía a 72 millones de dólares. Los ferrocarriles se financiaron también con las indemnizaciones recibidas luego de las guerras del Pacífico y del Acre. Producto del Tratado de Petrópolis (1903), Bolivia recibió dos millones de libras esterlinas, que constituyeron la base de los recursos utilizados por el Bolivian Railway (formado en 1906 como parte del préstamo Speyer) para construir las principales vías férreas. Además, el gobierno brasileño se comprometió a construir el ferrocarril Madeira-Mamoré, con 366 km de largo, concluido en 1912 al coste de 10 millones de libras esterlinas, conectando la Amazonia boliviana al Atlántico por medio del puerto de Guayaramerín. Por el Tratado de Paz con Chile en 1904, el gobierno chileno se comprometió a construir el ferrocarril Arica-La Paz  concluido en 1913, conectando de esa manera el centro político y económico del país con Arica, puerto natural para el Alto Perú desde tiempos coloniales. También hubo empresas privadas que invirtieron en líneas férreas. Se estima que los ferrocarriles absorbieron el 40 % (73,4 millones de dólares) de los capitales extranjeros que ingresaron a Bolivia entre 1900 y 1930. Estos capitales eran británicos, estadounidenses y franceses. Para 1925, más del 50 % de las líneas en explotación habían sido tendidas con capitales británicos.
En esta segunda fase, se identifican dos etapas en la construcción de ferrocarriles. En la primera (1900-1915) se construyeron ferrocarriles que intensificaron la vinculación de varias regiones del país con el Pacífico. Estaban orientados al mercado exterior y por lo tanto asociados a la minería. Se concretaron dos salidas adicionales al Pacífico: el ferrocarril Guaqui-La Paz (98 km) concluido en 1905 y el ferrocarril Arica-La Paz (233 km) terminado en 1913. Además, se comunicó Oruro con Viacha (237 km) en 1913 (línea que recién llegó a La Paz en 1917); y se construyeron dos ramales importantes que tuvieron gran impacto sobre las regiones mineras: Río Mulatos-Potosí (174 km) en 1912 y Uyuni-Atocha (90 km) en 1913.

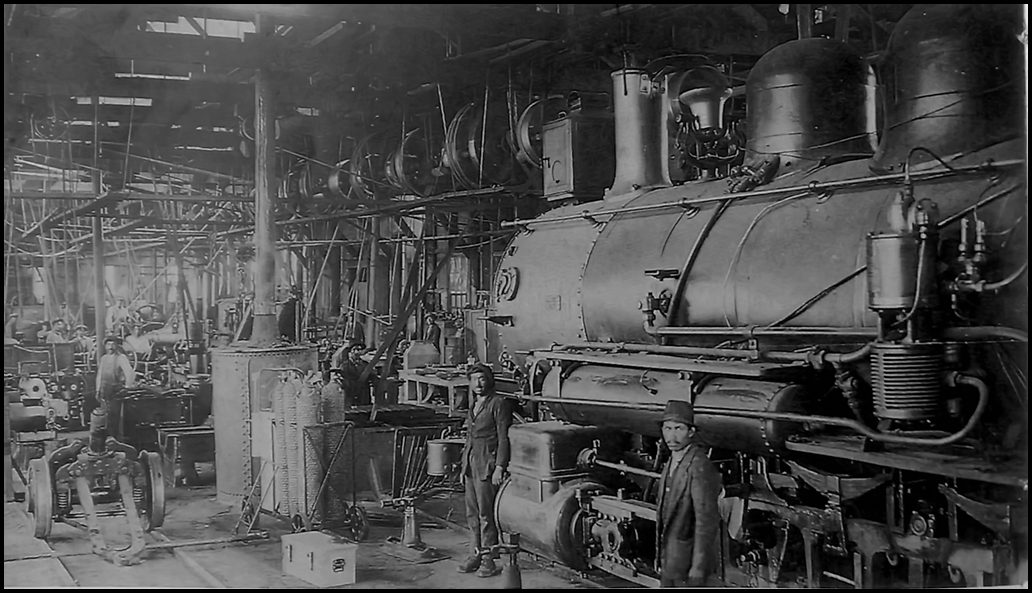
FCAB, Maestranza principal en Uyuni, 1925.

En la segunda etapa, a partir de 1915, el objetivo fundamental era integrar los mercados internos. Los intereses que los promocionaron y sus beneficiarios potenciales definitivamente no estaban vinculados directamente con el sector minero. Por lo mismo, las élites regionales tuvieron que presionar al Estado para la construcción de estos ferrocarriles. Se iniciaron la construcción de más ferrocarriles de los que se llegaron a concluir. En primer lugar, el ferrocarril La Paz-Yungas (con Beni como destino final), iniciado en 1915 y abandonado luego de menos de 80 km de construcción en la década del cincuenta debido a falta de financiamiento; después el ferrocarril Sucre-Potosí que se comenzó en 1916 y solo se pudo finalizar en 1935; y por último el ferrocarril Cochabamba-Santa Cruz, empezado en 1928 y que quedó inconcluso. En este periodo también se inició (1915) y concluyó (1925) el ferrocarril Atocha-Villazón (206 km) que comunicaba Uyuni con la Argentina. Otro ferrocarril concluido fue el de Oruro a Cochabamba (205 km). Si bien fue iniciado en la primera etapa de este periodo (1906), su conclusión en 1917 marca una transición entre la fase de conexión con el exterior y la de integración interna. Efectivamente, este ferrocarril fue el primer gran esfuerzo de integración entre dos ciudades importantes y el más costoso de los ferrocarriles construidos en este periodo (ver cuadro 1). Rodríguez Ostria sintetiza la llegada del ferrocarril de Oruro a Cochabamba así:

...luego de veinticinco años de espera y conflicto (1892-1917), cuarenta mil personas vociferantes procedentes de la ciudad y las poblaciones vecinas, contemplaron el arribo de la primera locomotora el 26 de julio de 1917, que prestamente, cuatro días más tarde y como si supiera de la agonía de su espera, inauguró su ruta con dos viajes hasta la ciudad de Oruro. El señor A. Arana Peredo, un conocido periodista local, que expresaba el sentir colectivo, pudo escribir satisfecho: "El modernismo ha violado las puertas de la ciudad."

 Junto con dos excepciones del primer período —los ferrocarriles Cochabamba-Vinto (18 km) y Cochabamba-Arani (60 km) construidos por la Empresa Luz y Fuerza Eléctrica (que contaba a Simón I. Patiño entre sus principales accionistas) entre 1910 y 1913— el ferrocarril Oruro-Cochabamba tuvo gran impacto sobre el transporte interno de pasajeros y de carga. Al bajar los costos de transporte, los ferrocarriles permitieron la importación de productos extranjeros como el azúcar y la harina, que desplazaron la producción local en La Paz, Oruro, Potosí y la misma Cochabamba. Sin embargo, en el caso de la harina en Cochabamba, los ferrocarriles locales e internos permitieron, más bien, la recuperación de mercados regionales en los años veinte que se habían visto afectados negativamente por los ferrocarriles a fines del siglo XIX e inicios del XX.  Por otra parte, la consolidación de la red ferroviaria entre Bolivia, Argentina y Chile a mediados de 1920 dio lugar al desarrollo de la exportación de ganado de Tarija a Argentina.
| Ferrocarril y tramo           | Longitud (km) | Costo total (₤)    | Costo por km (₤) | Gradiente máxima (%)       |
| ----------------------------- | ------------- | ------------------ | ---------------- | -------------------------- |
| Antofagasta & Bolivia Railway |               |                    |                  |                            |
| Ollagüe-Uyuni                 | 175           | 462 000            | 2750             | 1,1                        |
| Uyuni-Oruro                   | 314           | 1 221 000          | 3880             | 1,0                        |
| Viacha-La Paz                 | 30            | 400 000            | 13 333           | 2,4                        |
| Bolivia Railway Co.           |               |                    |                  |                            |
| Uyuni-Atocha                  | 90            | 621 630            | 6907             | 3,0                        |
| Río Mulatos-Potosí            | 174           | 1 761 702          | 10 120           | 3,0                        |
| Oruro-Cochabamba              | 205           | 3 898 080          | 19 000           | 2,6                        |
| Viacha-Oruro                  | 202           | 1 241 093          | 6143             | 1,0                        |
| Peruvian Corp. Ltd.           |               |                    |                  |                            |
| Guaqui-La Paz                 | 96            | 400 000            | 4150             | 1,5 (6 % ingreso a La Paz) |
| Ferr. Arica-La Paz            | 233           | 1 105 000          | 4742             | 2,0                        |
| Ferr. La Paz-Yungas           | 53            | 530 000            | 10 000           | 6,0                        |
| Ferr. Potosí-Sucre            | 100           | 1 150 000          | 11 500           | 3,0                        |
| Ferr. Atocha-Villazón         | 198           | 2 000 000 (aprox.) | 10 100           | 3,0                        |
| Ferr. Machacamarca-Uncía      | 96            | 991 667            | 10 320           | 2,5                        |
| Ferr. Cochabamba-Arani        | 60            | 150 000            | 2500             | 1,5                        |
| Ferr. Cochabamba-Vinto        | 18            | 60 000             | 3800             | 1,5                        |
| Ferr. Corocoro-Tarejra        | 8             | 41 600             | 5200             | 1,9                        |
| Ferr. Uyuni-Huanchaca         | 38            | 228 000 (aprox.)   | 6000             | 3,5                        |

Fuente:
Como se puede observar en el Cuadro 1, la construcción de ferrocarriles en Bolivia fue costosa debido a la topografía montañosa. Además, el que fueran financiadas con préstamos extranjeros a grandes descuentos, incrementaba aún más sus costos. Con la consolidación de la red occidental, Bolivia quedó firmemente vinculada al Pacífico.

## Tercera fase (1930-1963)
La crisis de la minería, paralela a la Gran Depresión (1929-39), afectó negativamente a los ferrocarriles. En el caso del Ferrocarril Antofagasta Bolivia (FCAB) (ex The Antofagasta (Chili) Bolivia Railway Co. Ltd.), sus ingresos decrecieron en un 30 % entre 1930 y 31 y un 25 % adicional entre 1931 y 32. Con el estallido de la Guerra del Chaco en 1932, sin embargo, hubo un incremento de carga e ingresos a causa del transporte de tropa, municiones y materiales para el ejército.
La red ferroviaria en operación en 1930 ascendía a 2233 km. El 58 % (1294 km) estaba en manos de empresas extranjeras, el 6 % (144 km) pertenecía a empresas mineras bolivianas y el 36 % restante (795 km) eran líneas estatales. Ahora bien, algunas ferrovías estatales, a su vez, eran arrendadas a empresas extranjeras. Por tanto más de ocho diferentes "empresas" administraban los ferrocarriles en Bolivia. Esta diversidad de operadores perjudicaba la estandarización del material rodante y dificultaba la coordinación de políticas, aspecto que sería complicado aún más con la construcción de los ferrocarriles de Santa Cruz de la Sierra a Yacuiba y Corumbá.

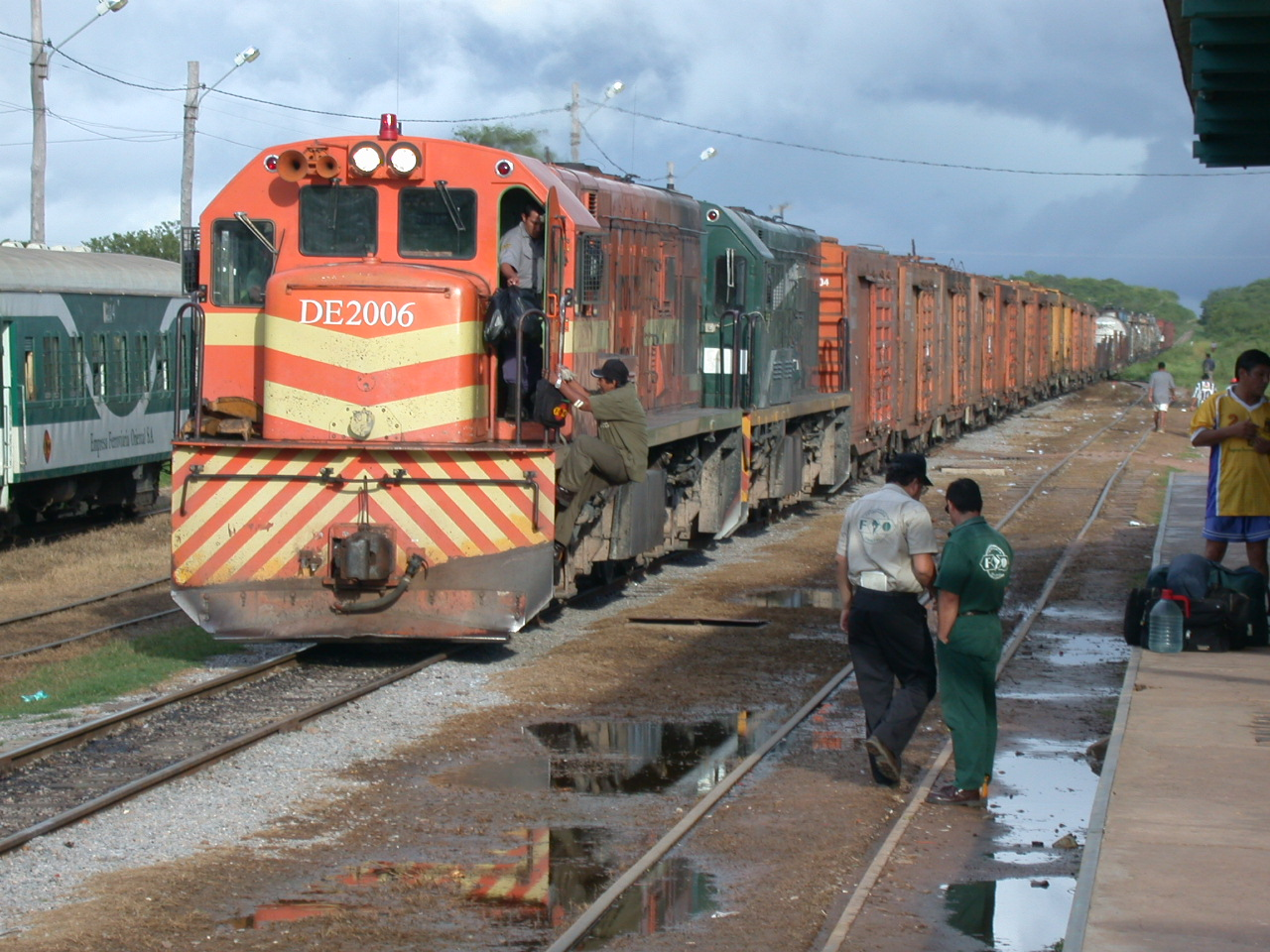
Red Oriental Sección San José, 2002.

### Red oriental
La construcción de la red oriental fue emprendida para desarrollar la región de Santa Cruz y vincularla al Atlántico a través de los ferrocarriles Santa Cruz-Yacuiba (517 km) a la frontera argentina y Santa Cruz-Corumbá (600 km) a la frontera brasileña, respectivamente.
La Comisión Mixta Ferroviaria Argentino-Boliviana fue establecida en 1938 para encarar la construcción del ferrocarril de Santa Cruz a Yacuiba. Los estudios fueron acabados en 1943. El gobierno boliviano sufragó los estudios y el gobierno argentino financió la construcción de las líneas, por tramos, y luego su posterior equipamiento. El gobierno de Bolivia pagó a la Argentina estos préstamos entregando petróleo. Adicionalmente, bajo este convenio se construyó el ferrocarril Sucre-Tarabuco, concluido en 1947. El ferrocarril Yacuiba-Santa Cruz se inauguró el 19 de diciembre de 1957, quince años después del inicio formal de las obras. Los principales puentes de esta vía se concluyeron en los años 1960.
La línea hacia la frontera con Brasil, Santa Cruz-Corumbá, fue financiada en parte con un millón de libras esterlinas que Brasil comprometió a Bolivia por un ferrocarril no completado producto del Tratado de Petropólis y por adelantos que el gobierno de Brasil hizo a Bolivia para la construcción. Al igual que con la Argentina, este financiamiento fue amortizado por petróleo boliviano. Para ello se creó la Comisión Mixta Ferroviaria Brasileño-Boliviana en 1938 que realizó los estudios por más de quince años. La primera locomotora brasileña llegó a Santa Cruz en noviembre de 1953 y el ferrocarril fue inaugurado el 5 de enero de 1955, 17 años después del inicio de las obras. La construcción definitiva de puentes y otras obras menores duraron hasta 1970.
Como se puede observar en los mapas, las redes occidental (o andina) y la oriental no están interconectadas. La única manera de transitar entre ellas es a través de los ferrocarriles argentinos en un desvío de aproximadamente 600 km (ver mapa superior Ferrocarriles de Bolivia y áreas limítrofes) entre Yacuiba y Villazón.

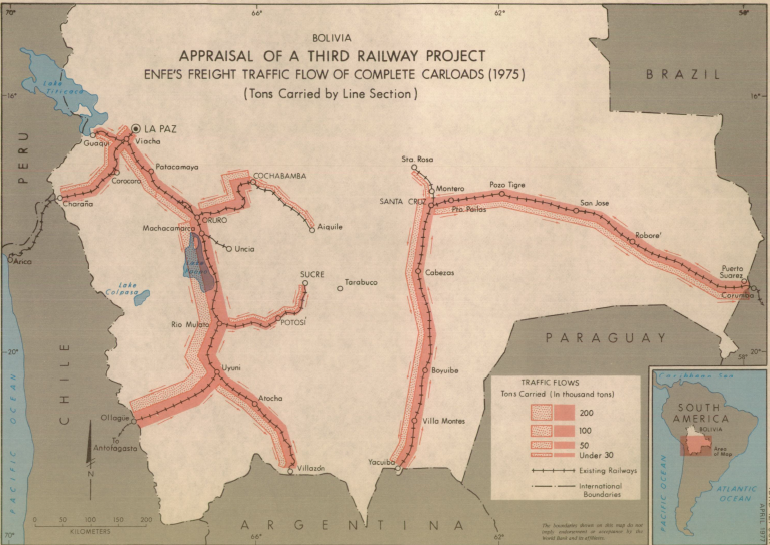
Mapa de la red boliviana de ferrocarriles mostrando flujo de tráfico en las varias secciones, 1975.

### Integración de redes oriente-occidente
En septiembre de 1941, durante el gobierno de Enrique Peñaranda, se autorizó la negociación con Estados Unidos para la construcción de un ferrocarril que una las ciudades de Cochabamba y Santa Cruz. En octubre de 1942 se destinó en el Presupuesto Nacional de 1943 un monto de 700.000 bolivianos para la construcción del mencionado ferrocarril.

## Cuarta fase (1964-1996)

### Nacionalización y creación de ENFE
En 1959, el gobierno de Bolivia asumió la administración de las líneas de la Bolivian Railway Co. debido a no haber logrado un acuerdo sobre el despido de personal que, según la empresa, era motivo de su déficit. Ante el peligro del colapso del ferrocarril, en 1962 el gobierno devolvió la administración del mismo al FCAB. Según, Zondag, los ferrocarriles bolivianos estaban en muy mal estado porque entre 1952 y 1964 habían perdido: gran parte del transporte de combustibles debido a la construcción de oleoductos; el transporte de azúcar y arroz al transporte camionero; y el de pasajeros al mayor uso de autobuses. Una vez más, el futuro del desarrollo de ferrocarril estaba atado al desempeño de la minería y el sector exportador.
La nacionalización de los ferrocarriles del FCAB y la Bolivian Railway Co. fue un proceso que duró casi dos años (1962-1964). Las negociaciones sobre la compensación se extendieron hasta diciembre de 1967 cuando se acordó que esta sería de 2,5 millones de libras esterlinas.

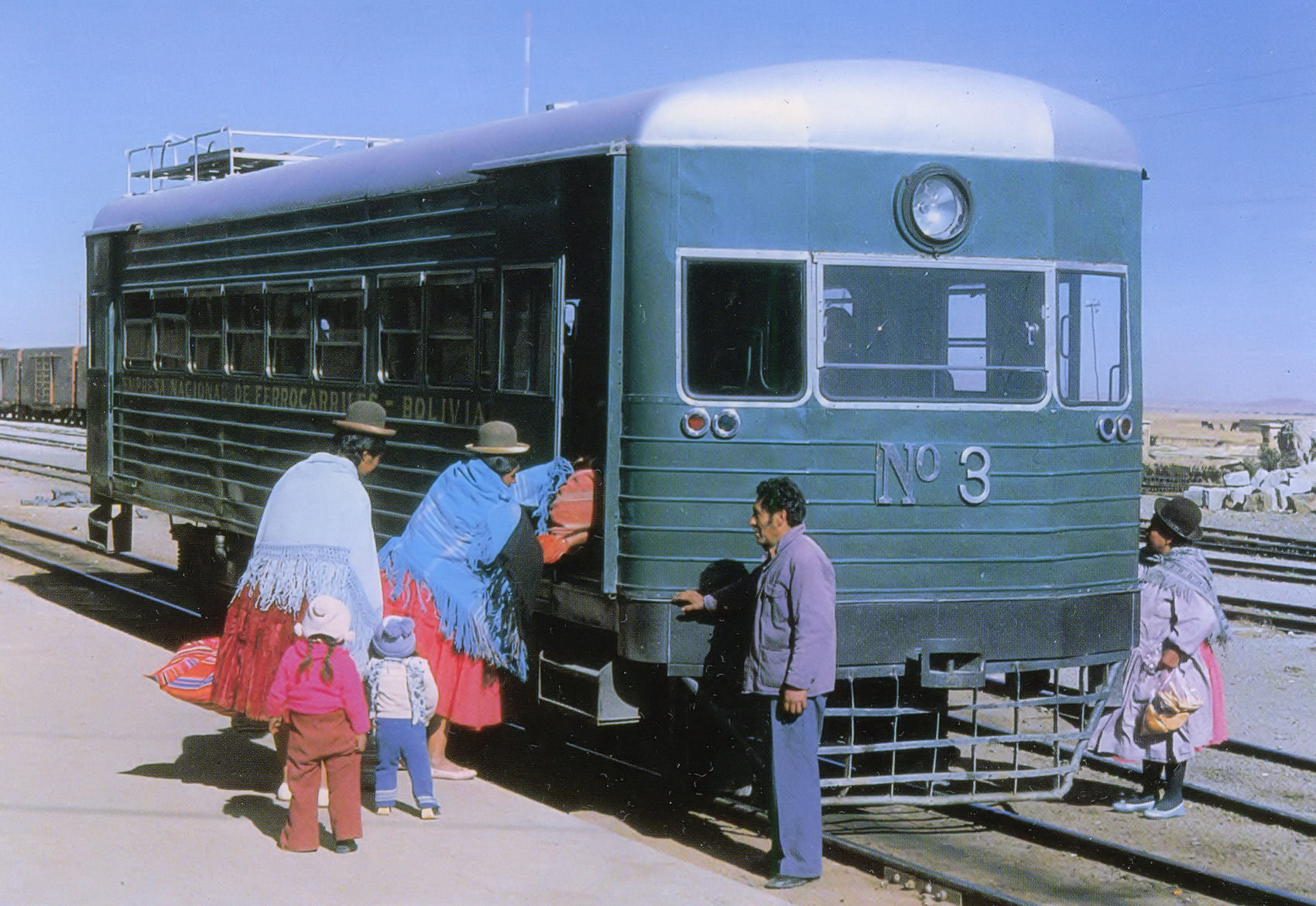
Bus carril de ENFE en Viacha, 1981.

La Empresa Nacional de Ferrocarriles del Estado (ENFE) fue creada en 1964 para administrar los ferrocarriles del FCAB y la Bolivian Railway Co. (1199 km) y los ferrocarriles del Estado que derivaban de estas líneas (992 km). Ese año también le fueron transferidas a ENFE el ferrocarril Santa Cruz-Corumbá. En 1967, el gobierno transfirió las líneas férreas de la red oriental, Yacuiba-Santa Cruz, a ENFE.
En 1967, la Comisión Mixta Boliviano-Argentina propuso extender la línea a la Argentina hacia el norte de Santa Cruz, para llegar a un puerto navegable en el sistema del río Amazonas. El costo de los primeros 106 km de este proyecto, hasta Santa Rosa, se estimó en 7,7 millones de dólares, mientras que el segundo tramo, de 105 km, hasta el río Yapacaní, tendría un costo estimado de 10,0 millones dé dólares. El 1º de octubre de 1970 se inauguró el tramo hasta Santa Rosa. Queda aún pendiente el tramo a Yapacaní.
A inicios de la década de los setenta, ENFE se enfrentaba a una serie problemas comunes a otras empresas ferroviarias: operaciones deficitarias con baja densidad de tráfico; equipo antiguo (ver cuadro 2) y con deficiente mantenimiento; carencia de cuadros gerenciales con experiencia y bajo nivel de capacitación laboral; falta de una política comercial e inadecuada estructura tarifaria; líneas deficitarias (Sucre-Tarabuco y Cochabamba-Aiquile) y exceso de personal. Por consiguiente ENFE estaba en una precaria situación económica y dependía de subsidios estatales. Para enfrentar esta situación y modernizar su equipo (pasar de locomotoras que funcionaban con vapor a otras que funcionaban con diésel, entre otros) durante las décadas de 1960 y 1980, la ENFE recibió créditos del Banco Mundial y de la cooperación japonesa (JICA), además de asistencia técnica del Programa de Naciones Unidas para el Desarrollo (PNUD).
|                                 | Total | Menos de 10 años | De 10 a 30 años | Más de 30 años |
| ------------------------------- | ----- | ---------------- | --------------- | -------------- |
| Locomotoras a vapor             | 92    | -                | 48              | 44             |
| Locomotoras diésel              | 25    | 25               | -               | -              |
| Locomotoras diésel de maniobras | 4     | 4                | -               | -              |
| Carros a diésel                 | 12    | 12               | -               | -              |
| Coches de pasajeros             | 198   | -                | 3               | 195            |
| Vagones de carga                | 1843  | 100              | 492             | 1251           |

La carga transportada por ENFE entre 1965 y 1995 fluctuaba en función del desempeño de la economía boliviana, pero fue en ascenso llegando a transportar casi 1,3 millones de toneladas en 1995. Durante este período, el volumen de carga transportado por la Red Oriental fue tomando cada vez mayor importancia. Mientras que en 1965 apenas representaba el 9,9 % del total de carga transportaba por ENFE, el 1995 este porcentaje llegaba al 50 % (Cuadro 3).
| Año  | Red Andina (TM) | %    | Red Oriental (TM) | %    | Total     | %     |
| ---- | --------------- | ---- | ----------------- | ---- | --------- | ----- |
| 1965 | 893 914         | 90,1 | 98 649            | 9,9  | 992 563   | 100,0 |
| 1970 | 935 714         | 87,0 | 140 320           | 13,0 | 1 076 034 | 100,0 |
| 1975 | 814 782         | 71,4 | 326 259           | 28,6 | 1 141 041 | 100,0 |
| 1980 | 830 030         | 65,0 | 446 495           | 35,0 | 1 276 525 | 100,0 |
| 1985 | 638 998         | 64,3 | 354 059           | 35,7 | 993 057   | 100,0 |
| 1990 | 676 440         | 62,5 | 406 104           | 37,5 | 1 082 544 | 100,0 |
| 1995 | 673 667         | 50,1 | 671 523           | 49,9 | 1 345 190 | 100,0 |
| 2000 | 557 000         | 34,9 | 1 039 000         | 65,1 | 1 596 354 | 100,0 |
| 2005 | 520 000         | 28,3 | 1 320 100         | 71,7 | 1 840 210 | 100,0 |
| 2010 | 1 047 000       | 46,3 | 1 215 688         | 53,7 | 2 262 688 | 100,0 |
| 2015 | 1 053 000       | 38,6 | 1 676 247         | 61,4 | 2 729 247 | 100,0 |

En contraste, el número de pasajeros transportados por ENFE entre 1965 y 1995 decreció a casi un tercio. Mientras que en 1965 transportó 1,6 millones de pasajeros, en 2000 eran solo 0,65 millones. Al igual que en el caso de la carga, sin embargo, la importancia relativa de la red oriental creció durante este período: pasó a representar el 45 % de los pasajeros transportados en 1995 (Cuadro 4).
| Año  | Red Andina | %    | Red Oriental | %    | Total     | %     |
| ---- | ---------- | ---- | ------------ | ---- | --------- | ----- |
| 1965 | 1 314 405  | 80,9 | 310 064      | 19,1 | 1 624 469 | 100,0 |
| 1970 | 1 002 352  | 81,5 | 227 587      | 18,5 | 1 229 939 | 100,0 |
| 1975 | 831 859    | 72,4 | 317 080      | 27,6 | 1 148 939 | 100,0 |
| 1980 | 1 207 299  | 70,7 | 500 934      | 29,3 | 1 708 233 | 100,0 |
| 1985 | 1 572 810  | 71,6 | 625 382      | 28.4 | 2 19 8192 | 100,0 |
| 1990 | 590 363    | 55,1 | 480 451      | 44,9 | 1 070 814 | 100,0 |
| 1995 | 355 721    | 55,0 | 291 093      | 45,0 | 646 814   | 100,0 |
| 2000 | 205 000    | 30,7 | 462 414      | 69,3 | 667 414   | 100,0 |
| 2005 | 213 800    | 27,2 | 620 600      | 74,4 | 834 400   | 100,0 |
| 2010 | 270 181    | 44,7 | 334 013      | 53,3 | 604 194   | 100,0 |
| 2015 | 211 609    | 72,5 | 80 308       | 27,5 | 291 917   | 100,0 |

## Quinta fase (1997-2013)

### Capitalización
La capitalización de los ferrocarriles, que comenzó en 1995, se realizó en el contexto de las reformas del Gobierno de Gonzalo Sánchez de Lozada. Se llevó a cabo con varios objetivos: reestructurar el sector a través del ingreso de empresarios privados; reducir la interferencia política; atraer capitales para mejorar la infraestructura y las operaciones; regular el sector eliminando las distorsiones existentes; reducir la dependencia del sistema ferroviario de subsidios estatales y la generación de ingresos para el Tesoro a través de impuestos, y la mejora del transporte en el país. En la capitalización, el Estado boliviano mantuvo la propiedad de la infraestructura y percibió cánones por la concesión. Se transfirieron activos como material rodante, equipamiento de talleres, mantenimiento y comunicaciones, stock de repuestos y materiales y muebles e implementos de oficina.
El proceso de capitalización de ENFE dividió el sistema ferroviario en dos compañías: Empresa Ferroviaria Andina y Empresa Ferroviaria Oriental. La Empresa Ferroviaria Andina (FCA) se conformó sobre la base de la Red Andina de ENFE, con aproximadamente 2276 km de vías en los departamentos de La Paz, Oruro, Cochabamba y Potosí. Desde entonces la Empresa Ferroviaria Andina quedó en administración de la empresa chilena Cruz Blanca, del grupo inversionista Luksic. Luego de la capitalización fueron desmanteladas algunas vías, quedando la ciudad de La Paz sin servicio de ferrocarril. La Empresa Ferroviaria Oriental (FO) se conformó sobre la base de la Red Occidental de ENFE con aproximadamente 1426 km, atravesando los departamentos de Santa Cruz, Chuquisaca y Tarija. Esta última red conecta el entorno agrícola de Santa Cruz y la región productora de gas natural al sur boliviano con Argentina y Brasil.

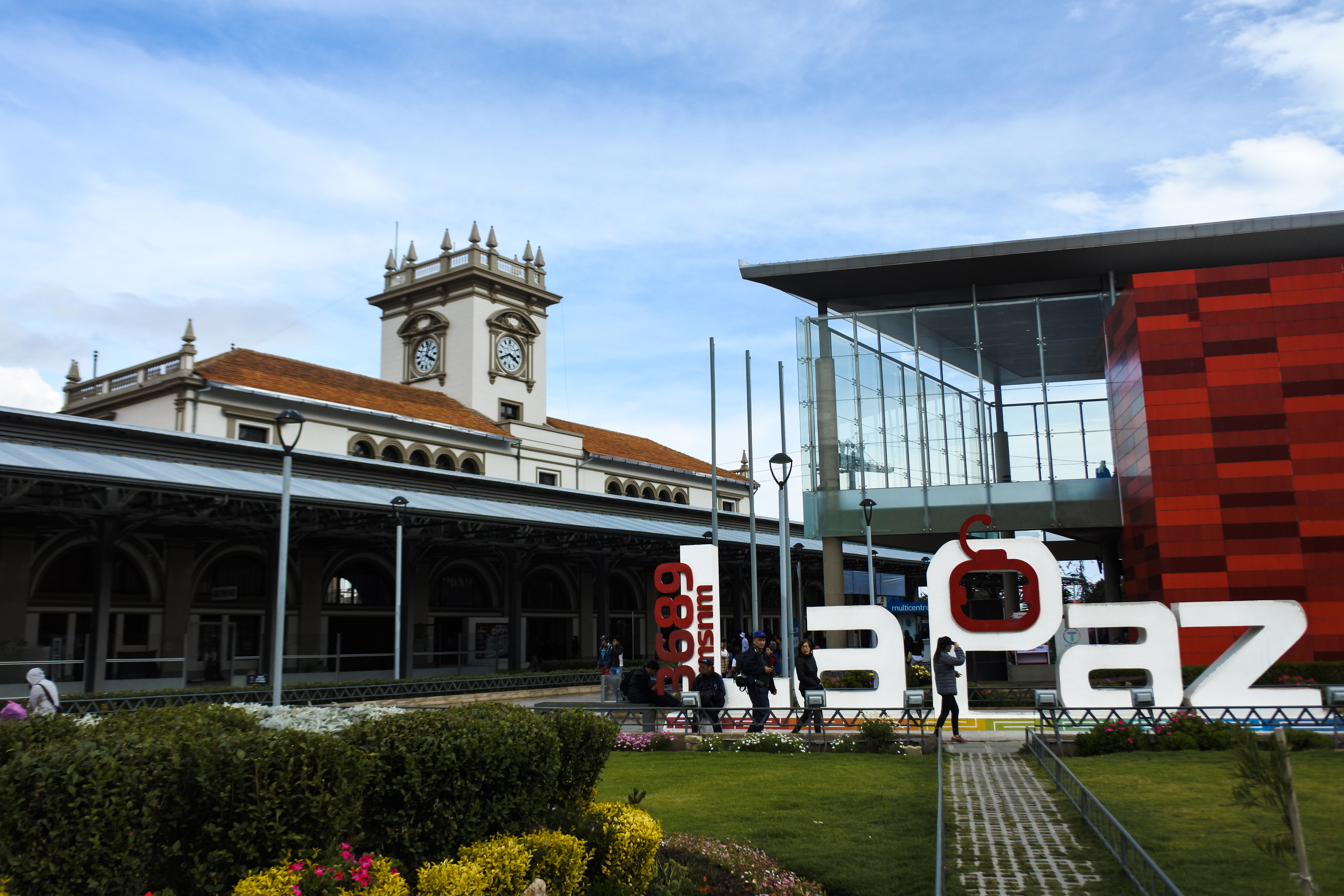
El edificio de la antigua estación ferroviaria de ENFE junto a la nueva estación de Mi Teleférico en La Paz.

Como se observa en el Cuadro 5, ambas empresas son más bien pequeñas en relación con las otras de América Latina y la empresa ferroviaria Oriental es la que transporta más carga.
| Posición relativa | Ferrocarril             | Tonelada-km (millones) | Toneladas (millones) | Distancia media (km) |
| ----------------- | ----------------------- | ---------------------- | -------------------- | -------------------- |
| 20.°              | Ferroviaria Oriental    | 787                    | 1,29                 | 620                  |
| 28.°              | Emp. Ferroviaria Andina | 234                    | 0,54                 | 433                  |

Fuente:

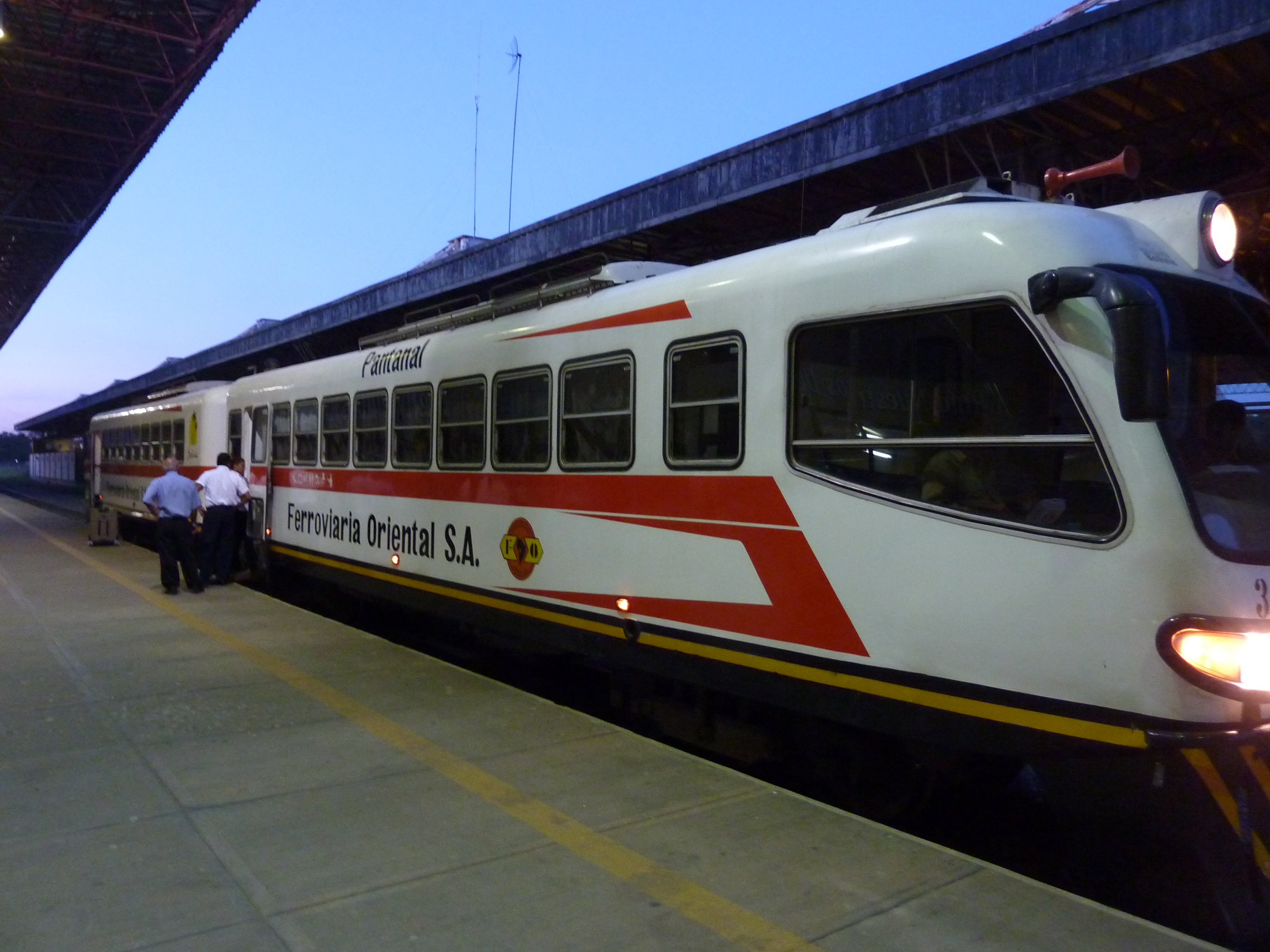
Ferrobús de Santa Cruz a Puerto Suárez, Ferroviaria Oriental S.A., 2010.

Bolivia es el único caso en América Latina y el Caribe donde los concesionarios del transporte de carga también ofrecen servicios de pasajeros de larga distancia. El transporte ferroviario de pasajeros es aún trascendente en aquellos corredores donde no se cuenta con carreteras de uso permanente. En la red andina se prestan servicios entre Oruro, Uyuni, Tupiza y Villazón; en la conexión internacional Uyuni-Abaroa con Chile; y en las líneas internas, Cochabamba-Aiquile y Potosí-Sucre. El transporte de pasajeros en estos tramos asciende a más de 200 000 por año. En la red oriental, el transporte de pasajeros es aún mayor, principalmente entre Santa Cruz y Puerto Quijarro (frontera con Brasil), que moviliza 500 000 pasajeros anuales. En total, ambos ferrocarriles transportan aproximadamente 800 000 pasajeros por año.
Como resultado de la capitalización, el Estado logró transformar subsidios del orden de los diez millones de dólares anuales a la ex-ENFE en ingresos a través de tasas e impuestos de alrededor de 2,5 millones de dólares anuales. Las empresas privadas cumplieron con sus compromisos de inversión. Entre 1996 y 2016 el FCA invirtió 79,9 millones de dólares y entre 1996 y 2015 el FO invirtió 211,2 millones de dólares. Adicionalmente, se incrementó la velocidad promedio de los trenes; se produjeron menos descarrilamientos, se incrementó la capacidad de carga y se rebajó el costo de transporte de carga. Sin embargo, se elevaron las tarifas de pasajeros, en parte porque antes estaban subsidiadas. A la vez, se disminuyó la cobertura del sistema ferroviario al cerrarse varios ramales improductivos, que fueron devueltos por las empresas privadas al Estado. En efecto, se transfirieron 3692 km a las empresas privadas en 1997 y en 2011 estas operaban 1954 km, es decir, un 47,1 % menos.
Si la minería de la plata y luego la del estaño iniciaron la construcción de ferrocarriles a fines del siglo xix e inicios del siglo xx, luego del interludio por la construcción de la red oriental a mediados del siglo pasado —como para «cerrar el círculo» en la historia de los ferrocarriles en Bolivia— a inicios del siglo xxi es otra vez la minería que promueve el tendido de líneas férreas. Esta vez es la explotación de plata, plomo y zinc en San Cristóbal. Para transportar concentrados de zinc-plata y plomo-plata desde la planta de concentración hasta el ferrocarril Uyuni-Antofagasta, la empresa Minera San Cristóbal construyó un ramal ferroviario, con trocha de un metro de ancho y de 65 km de largo. En promedio, la mina exporta cerca de 1300 toneladas de concentrados de zinc-plata y 300 toneladas de concentrados de plomo-plata cada día. Para lograr esta vinculación, el FCA invirtió 9,4 millones de dólares en mejoramiento de vías, locomotoras y vagones entre 2008 y 2010 y de esta manera logró duplicar la carga transportada. En la actualidad, el 50 % de la carga transportada por el FCA son los minerales de San Cristóbal.

### Desafío futuro
La interconexión entre las redes oriental y andina es un proyecto pendiente desde mediados del siglo xx. Se han considerado varias alternativas y el trazo más estudiado ha sido el que vincula Aiquile en Cochabamba (red andina) con Santa Cruz (red oriental) con una extensión aproximada de 400 km. El tráfico más relevante para justificar dicha obra es el transporte del mineral de hierro de El Mutún, en la frontera con Brasil, hasta el Pacífico.
El costo estimado de la obra es inferior a mil millones de dólares. Sin embargo, asciende a tres mil millones de dólares si se considera la inversión necesaria para rehabilitar las vías y mejorar el trazado de las redes en Bolivia y Chile para elevar el peso por eje a 25 toneladas y hacer financieramente viable la inversión.
En su viaje a China en diciembre de 2013, el expresidente Evo Morales conversó con el presidente de la República Popular China, Xi Jinping, sobre la posibilidad de construir la interconexión entre la red andina y oriental como parte del corredor interoceánico para vincular el Atlántico con el Pacífico. Así las exportaciones bolivianas serían orientadas hacia el puerto peruano de Ilo. El presidente chino solicitó un estudio de prefactibilidad para 2014.